# Йохан фон Дипхолц
Йохан фон Дипхолц (на немски: Johann von Diepholz; * ок. 1175; † 13 януари 1253) от фамилията на господарите на Дипхолц, е католически свещеник, архиепископ на Бремен (1241 – 1253), епископ на Минден (1242 – 1253).

## Произход и духовна кариера
Той е син на Готшалк I фон Дипхолц († сл. 1205/1207). Брат е на Вилхелм I († 12 май 1242), епископ на Минден (1236 – 1242), и чичо на Куно или Конрад († 1266), епископ на Минден (1261 – 1266). Роднина е на Готшалк († 1119), епископ на Оснабрюк (1110 – 1119).
Йохан е домхер в Бремен (1217 – 1219), приор на „Св. Вилехади“ в Бремен (1222 – 1242), приор на „Св. Стефани“ в Бремен (1223 – 1231), архиепископ на Бремен (1241 – 1253).
След смъртта на брат му Вилхелм I на 12 май 1242 г. той е избран за епископ на Минден.
Йохан фон Дипхолц умира на 13 януари 1253 г. и е погребан в „Св. Мартини“, Минден.